# Guntersville
Guntersville is een plaats (city) in de Amerikaanse staat Alabama, en valt bestuurlijk gezien onder Marshall County.

## Demografie
Bij de volkstelling in 2000 werd het aantal inwoners vastgesteld op 7395.
In 2006 is het aantal inwoners door het United States Census Bureau geschat op 8009, een stijging van 614 (8,3%).

## Geografie
Volgens het United States Census Bureau beslaat de plaats een oppervlakte van
105,1 km², waarvan 61,2 km² land en 43,9 km² water. Guntersville ligt op ongeveer 197 m boven zeeniveau.

## Plaatsen in de nabije omgeving
De onderstaande figuur toont de plaatsen in een straal van 24 km rond Guntersville.